# Fridingen an der Donau

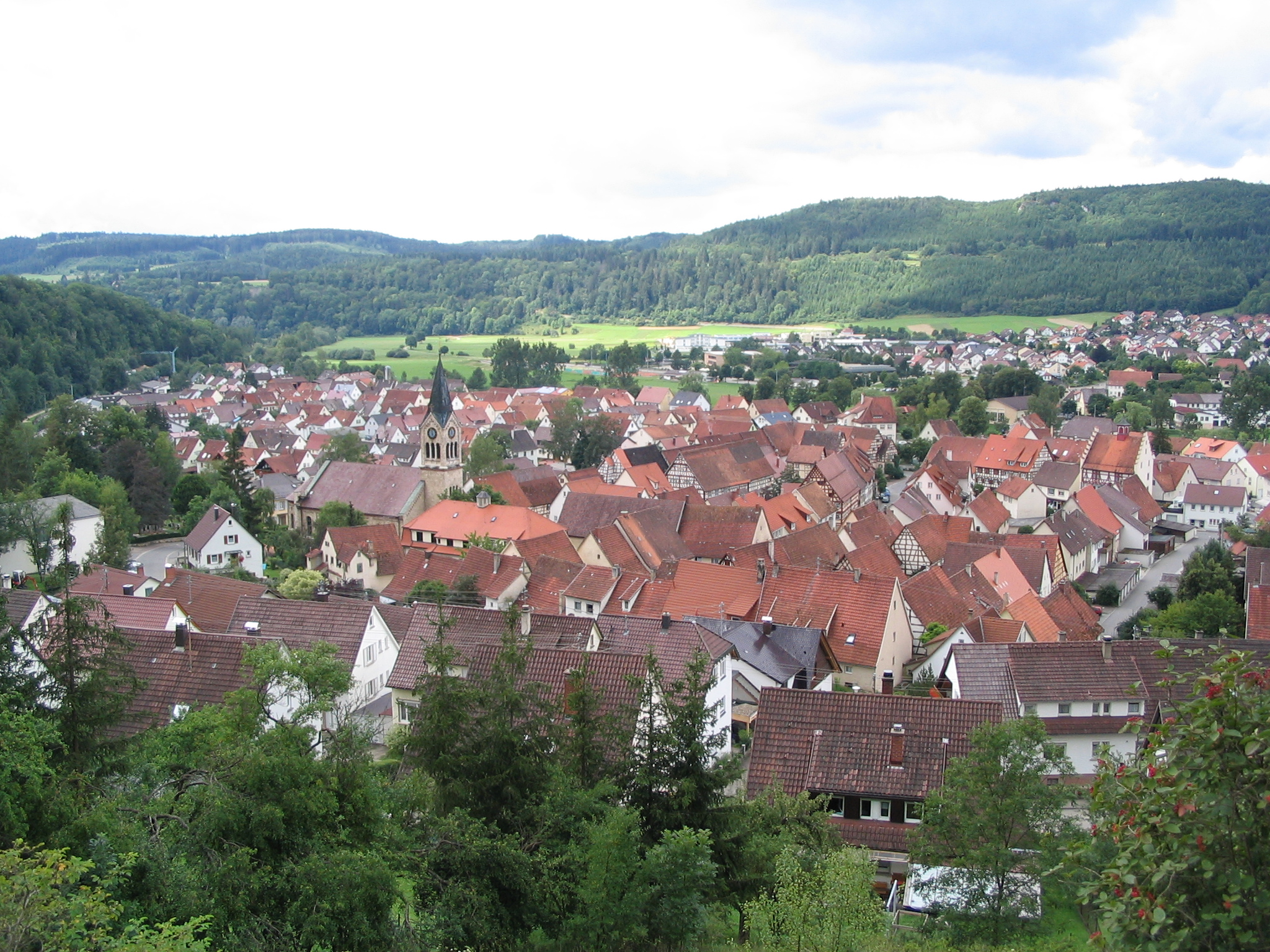
Fridingen an der Donau

Fridingen an der Donau – miasto w Niemczech, w kraju związkowym Badenia-Wirtembergia, w rejencji Fryburg, w regionie Schwarzwald-Baar-Heuberg, w powiecie Tuttlingen, siedziba związku gmin Donau-Heuberg. Leży w Jurze Szwabskiej, w Parku Natury Górnego Dunaju, nad Dunajem, ok. 9 km na północny wschód od Tuttlingen.